# Universitatea Tehnică a Moldovei
Universitatea Tehnică a Moldovei (UTM) este o instituție de învățământ superior tehnic din Chișinău, Republica Moldova și este unica de acest profil acreditată de stat.

## Istoric
Universitatea Tehnică a Moldovei a fost fondată în anul 1964, cu denumirea inițială „Institutul Politehnic din Chișinău”, în baza unor specialități inginerești și economice transferate de la Universitatea de Stat din Moldova. În primul an de studii (1964–65) universitatea avea 5140 de studenți (dintre care 2085 la secția de zi), grupați la 5 facultăți: Electrotehnică, Mecanică, Tehnologie, Construcții, Economie. Corpul didactic număra 278 profesori, dintre care numai 36 aveau grade didactice și titluri științifice.
În anii următori universitatea a crescut atît cantitativ, cît și calitativ, a devenit un mare centru de învățămînt, științific și de cultură.
În cei 43 de ani de existență au fost pregătiți peste 62.030 de specialiști.
În anul 2022, în urma fuziunii prin absorbție a Universității Agrare de Stat din Moldova, Universitatea Tehnică a Moldovei și-a completat arealul cu trei facultăți noi: FMV – Medicină Veterinară, FH – Horticultură, FA – Agronomie, în conformitate cu Hotărârea Guvernului Nr. 485 din 13-07-2022 Cu privire la reorganizarea prin fuziune (absorbție) a unor instituții din domeniile educației, cercetării și inovării. Ulterior, Facultatea de Horticultură și cea de Agronomie au fost comasate, constituind Facultatea de Științe Agricole, Silvice și ale Mediului.

## Facultăți
În prezent, Universitatea Tehnică a Moldovei are un contingent de cca. 19.670 de studenți (dintre care 13360 la secția de zi), care își fac studiile la 80 de specialități și specializări, în cadrul a 11 facultăți:
- Electronică și Telecomunicații
- Energetică și Inginerie Electrică
- Calculatoare, Informatică și Microelectronică
- Inginerie Mecanică, Industrială și Transporturi
- Tehnologia Alimentelor
- Urbanism și Arhitectură
- Construcții, Geodezie și Cadastru
- Inginerie Economică și Business
- Design
- Științe Agricole, Silvice și ale Mediului
- Medicină Veterinară

La UTM este organizat și învățămîntul postuniversitar (278 de masteranzi și 152 de doctoranzi), funcționează cursuri de reciclare și de perfecționare a cadrelor.
În cadrul "Facultății de Inginerie și Management în Construcția de Mașini" activează Colegiul Tehnic.
În afară de aceasta, la UTM sunt afiliate 9 colegii cu profil tehnic.

## Filiere

Logo-ul universității

La UTM funcționează filiere ce cuprind grupe speciale cu predarea tuturor disciplinelor în una din limbile moderne. În cadrul „Facultății de Calculatoare, Informatică și Microelectronică” funcționează Filiera Francofonă „Informatica” și Filiera Anglofonă „Știința despre Calculatoare și Electronică”. La „Facultatea de Inginerie și Management în Industria Alimentară” funcționează Filiera Francofonă „Tehnologii Alimentare”. Studenții filierelor fac stagii lingvistice și de specialitate în SUA, Franța, Canada, Germania etc. Mulți dintre ei ulterior realizează teze de licență, iar cei mai pregătiți urmează și masteratul sau doctoratul în țările respective.

## Administrația

### Rectorat
- Viorel Bostan – rector
- Vladislav Reșitca – prim-prorector, prorector pentru studii
- Vasile Tronciu – prorector pentru cercetare
- Daniela Pojar – prorector pentru finanțe și relații internaționale
- Dinu Țurcanu – prorector pentru digitalizare

### Senatul
Senatul reprezintă comunitatea universitară și este autoritatea supremă de conducere a Universității Tehnice a Moldovei. Senatul are funcții de deliberare, decizie și control și asigură conducerea Universității, în concordanță cu legislația în vigoare, cu principiile autonomiei universitare, precum și cu propriile sale hotărâri.
Hotărârile Senatului sunt definitive și obligatorii pentru toate organismele executive și administrative ale Universității, precum și pentru întreaga comunitate universitară. Ele pot fi modificate numai de către Senat.

### Biroul Senatului
Funcțiile Biroului Senatului:
- Pregătirea și asigurarea în bune condiții a lucrărilor Senatului.
- Asigurarea îndeplinirii hotărârilor Senatului și rezolvarea problemelor curente în perioada dintre ședințele Senatului.
- Prezentarea raportului trimestrial privind îndeplinirea hotărârilor Senatului.
- Propunerea Senatului de a institui comisii permanente axate pe anumite probleme și supunerea votului Senatului privind componența nominală a acestora.
- Conducerea, coordonarea și controlul activității consiliilor Senatului.
- Răspunderea în scris sau oral la întrebările prezentate de senatori în planul Senatului.
- Îndeplinirea a orice alte atribuții derivate din însărcinări primite din partea Senatului.
- Întâlnirea în ședințe de lucru ordinare, stabilite conform unui orar permanent de lucru și în ședințe extraordinare, în caz de necesitate urgentă.

### Consiliul de Administrație
Gestionarea operativă a universității este asigurată de către Consiliul de Administrație, subordonat Senatului.
Consiliul de Administrație este instituit conform prevederilor Codului Educației al Republicii Moldova nr. 152 din 17.07.2014 (art. 102),  Cartei Universitare a UTM (art. 92, a și art. 99) și funcționează în baza Regulamentului cu privire la organizarea și funcționarea Consiliului de Administrație al UTM, aprobat la ședința Senatului UTM, proces-verbal nr. 7 din 26.04.2016.
Consiliului de Administrație se întrunește bilunar în ședințe ordinare în componența membrilor permanenți (nr. 1-18).  Membrii invitați ai Consiliului de Administrație (nr. 19-28) vor fi invitați să participe la ședințele Consiliului cu tematica corespunzătoare domeniului de activitate.2

## Subdiviziuni universitare
- Direcția Tehnologia Informației și Comunicații
- Direcția Management Academic și Asigurarea Calității
- Direcția Investigații Științifice
- Direcția Managementul Resurselor
- Direcția Tehnică
- Serviciul Relații cu Publicul și Promovarea Imaginii
- Serviciul Relații Internaționale
- Centrul de Consiliere și Orientare în Carieră

## Corpuri de studii
| Corpul nr.1  | bd. Ștefan cel Mare, 168, MD-2004 |
| Corpul nr.2  | str. 31 August 1989, 78, MD-2012  |
| Corpul nr.3  | str. Studenților, 9/7, MD-2045    |
| Corpul nr.4  | str. Florilor, 4, MD-2068         |
| Corpul nr.5  | str. Studenților, 9/9, MD-2045    |
| Corpul nr.6  | str. Studenților, 9/8, MD-2045    |
| Corpul nr.9  | bd.Dacia, 39, MD-2060             |
| Corpul nr.10 | bd. Dacia, 41, MD-2060            |
| Corpul nr.11 | str. Sergiu Rădăuțanu, 4, MD-2045 |

## Observator UTM
Observatorul Astronomic și Planetariul Universității Tehnice a Moldovei a fost dat în exploatare la 21 aprilie 2016 și a fost conceput ca un edificiu polivalent, care are ca obiective de bază:
- Efectuarea observațiilor astronomice științifice.
- Efectuarea observațiilor astronomice la nivel de amatori.
- Promovarea astronomiei în mase prin organizarea unui cerc de astronomie;
- prezentarea diferitor lecții atât pentru studenții Universității Tehnice, elevii din liceele și gimnaziile republicii, cât și pentru toți cei pasionați de astronomie.
- Organizarea spectacolelor de planetariu pentru publicul larg.

Observatorul Astronomic și Planetariul a fost construit în trei nivele: la primul nivel se află Planetariul, la al doilea – sala de lucru, iar la al treilea – turnul în care este instalat telescopul principal al Observatorului.

## Presa universitară
UTM este fondatorul a două reviste științifice cu acces deschis:

### Journal of Engineering Science (JES)
Revista a fost fondată in a. 1995, denumirea anterioară – „Meridian Ingineresc”.
JES este o revistă internațională axată pe inovație și creativitate în inginerie și include patru fascicule: Inginerie industrială (A); Electronică și informatică (B); Arhitectură, inginerie civilă și mediu (C); Inginerie alimentară (D). Periodicitatea – trimestrială (4 numere anual).

### Journal of Social Sciences (JSS)
Revista a fost fondată în a. 2018.
Domeniile principale ale revistei includ: arta și designul; pedagogia și psihologia; sociologia; filosofia; istoria; filologia și lingvistia; managementul bibliotecar și al informației; economia și managementul; finanțele și contabilitatea; marketing și logistica; politica economiei și politicile economice; dreptul și legislația.
Publicarea lucrărilor în ambele reviste este gratuită.

### Ziarul UTM „Mesager Universitar”
Fondat în februarie 1998, este una dintre puținele publicații universitare cu o apariție regulată – 10 numere anual. Ziarul reușește, în linii mari, să satisfacă cerințele informaționale și educative ale Universității. Având obiectivul principal formulat în motto-ul „Inginerii creează viitorul”, publicația s-a impus deja unui cerc larg de cititori.

### Editura "Tehnica-Info"
Editura „Tehnica” a fost fondată la 20.09.1993, prin ordinul rectorului nr. 321-r, cu scopul de a pregăti și edita manualele profesorilor UTM la prețuri mai mici decât la alte edituri și de o calitate mai înaltă.